# Czesław Nusbaum
Czesław Nusbaum  (ur. 29 czerwca 1887 w Warszawie, zm. 19 lutego 1965 tamże) – polski dziennikarz, publicysta, bibliotekarz, młodzieżowy działacz niepodległościowy, poseł na Sejm Litwy Środkowej oraz uczestnik ruchu oporu w okresie okupacji hitlerowskiej.

## Życiorys

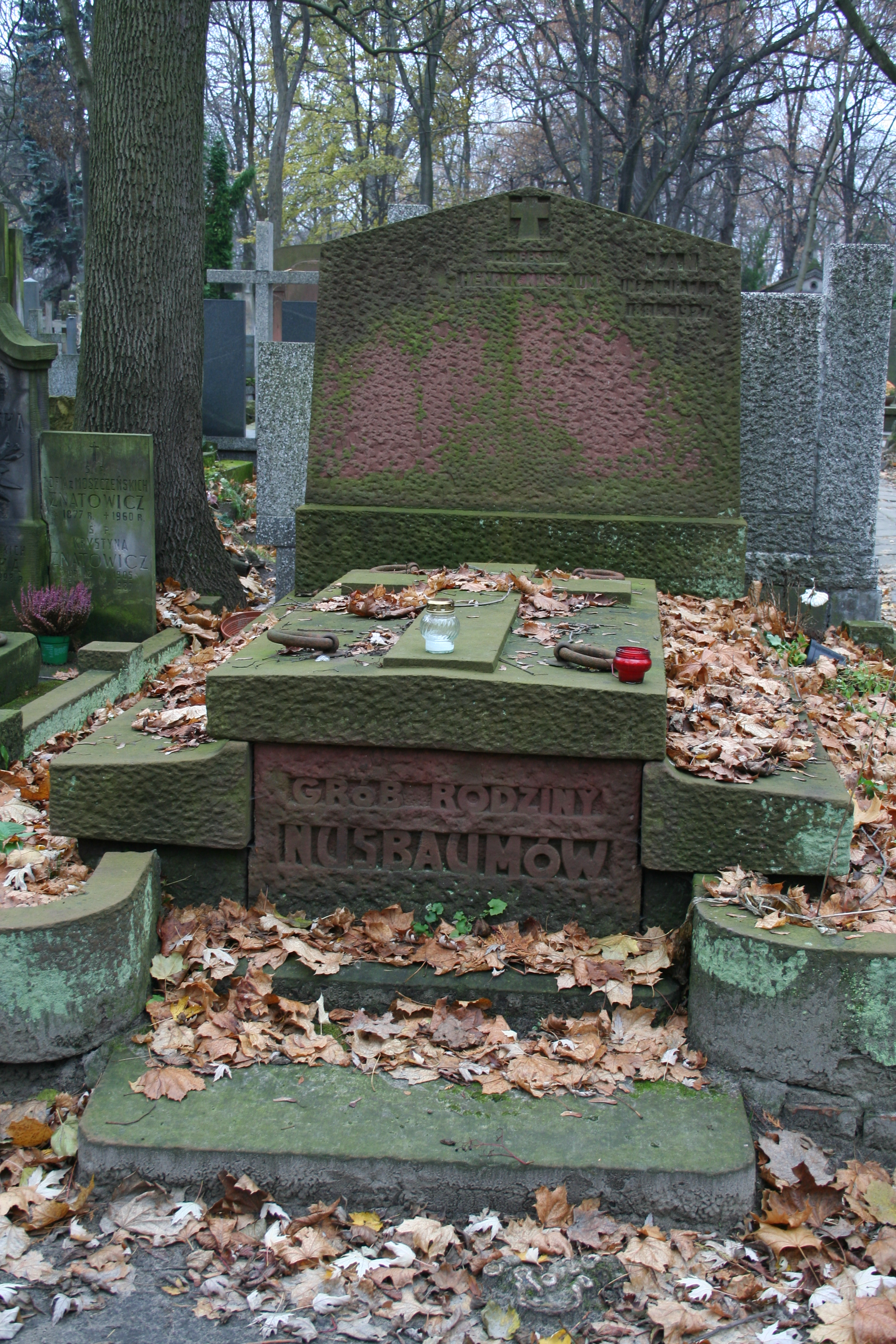
Grób Czesława Nussbauma na warszawskim cmentarzu Powązkowskim

Był wnukiem Hilarego Nussbauma (1820-1895) i Ewy z domu Tenenbaum, synem prof. Henryka Nusbauma (1849-1937) i Marii z domu Mayzner oraz bratem Jana (1881-1927), Jadwigi (po mężu Halanderska), Haliny i Wandy.
Ukończył Szkołę Handlową Zgromadzenia Kupców m. Warszawy, gdzie przynależał do Organizacji Młodzieży Narodowej Szkół Średnich i do Związku Młodzieży Polskiej „Przyszłość” (PET). Następnie przeniósł się do Wilna, gdzie współpracował z pismem „Pobudka”.
Ukończył studia na Wydziale Ekonomicznym Akademii Handlowej w Lozannie. Od 1914 do 1918 pracował w sektorze bankowym. W latach 1914–1918 był sekretarzem miesięcznika społeczno-literackiego „Rozwaga”. W 1918 brał udział w walkach o Lwów. Od 1919 do 1926 ponownie przebywał w Wilnie. W latach 1919–1920 był redaktorem naczelnym „Gazety Wileńskiej”, a następnie kierownikiem wileńskiego oddziału Polskiej Agencji Telegraficznej.
8 stycznia 1922 został wybrany na posła na Sejm Litwy Środkowej z listy Rad Ludowych i był jednym z sygnatariuszy aktu inkorporacji Ziemi Wileńskiej do Rzeczypospolitej Polskiej. Był także zastępcą delegata do Sejmu Ustawodawczego w Warszawie.
W latach 1922–1926 był redaktorem naczelnym „Wileńskiej Gazety Powszechnej”, a od 1927 redagował „Biuletyn Gospodarczy” Polskiej Agencji Telegraficznej, której w latach 1932-1933 był korespondentem w Paryżu.
Po powrocie do kraju w latach 1934-1939 był referentem w Biurze Prasowym Zarządu Miejskiego m. stoł. Warszawy.
Przynależał do Związku Seniorów Organizacji Młodzieży Narodowej i Związku Polskiej Młodzieży Demokratycznej.
Podczas okupacji niemieckiej ukrywał się i brał udział w konspiracji jako członek Związku Syndykalistów Polskich.
Po zakończeniu II wojny światowej pracował jako redaktor w szeregu czasopismach i instytucjach, m.in. w: „Dzienniku Urzędowym Zarządu Miejskiego m. stoł. Warszawy, „Gazecie Ludowej”, „Stolicy”, Polskim Instytucie Prasoznawczym, Polskim Wydawnictwie Gospodarczym, „Przeglądzie Budowlanym”, „Rolniku Polskim”, oraz Państwowych Zakładach Wydawnictw Lekarskich.
Zmarł 19 lutego 1965 w dwudziestą ósmą rocznicę śmierci swojego ojca Henryka. Został pochowany na cmentarzu Powązkowskim w Warszawie (kw. 230–I–1/2).